# アコンカグア (小惑星)
アコンカグア（1821 Aconcagua）は小惑星帯に位置する小惑星。
アルゼンチンの天文学者Miguel Itzigsohnがラプラタの国立ラプラタ大学天文台(Observatorio Astronómico de la Universidad Nacional de La Plata)で発見した。
標高 6,962 mのアンデス山脈にある南米最高峰の山、アコンカグアから命名された。